# Pussycat Dolls Present: Girlicious
Pussycat Dolls Present: Girlicious è la seconda edizione del reality show Pussycat Dolls Present.
L'obiettivo di questa edizione è diverso: in questa stagione si vuole creare un nuovo gruppo formato da tre ragazze che dovrebbero diventare il nuovo idolo degli adolescenti, che si chiamerà Girlicious. Il programma viene presentato da Mark McGrath e ha come giudici la coreografa e talent-scout Robin Antin, la cantante hip-hop Lil' Kim e il discografico Ron Fair. Le ragazze durante la settimana verranno aiutate dal co-coreografo Mikey Minden e dai vocal coaches Ken Hicks e David Audè.
Le ragazze che hanno partecipato sono: Alexis Pelekanos, Megan Dupre, Tiffanie Anderson, Charlye Nichols, Jenna Artzer, Jamie Ruiz, Ilisa Juried, Carrie Jones, Keisha Henry, Chrystina Sayers, Nichole Cordova, Charlotte Benesch, Kristin Vlaze e Natalie Mejia

## Corso delle settimane

### Settimana 1: Audizioni finali
- Argomento: Cover di grandi gruppi
- Ultime 6: Carrie, Charlotte, Ilisa, Keisha, Kristin, Natalie (gruppi 2 e 5)
- Eliminate: Charlotte, Keisha, Kristin

### Settimana 2: Sicurezza
- Argomento: Cover di pezzi pop
- Immune: Carrie
- Ultime 4: Alexis, Cassandra, Jamie, Megan (gruppo 2)
- Eliminata: Megan

### Settimana 3: Carisma
- Argomento: Cover di pezzi che rievocano il girl power
- Immune: Natalie
- Ultime 4: Alexis, Chrystina, Jenna, Nichole
- Eliminata: Alexis

### Settimana 4: Stile
- Argomento: Cover della disco music
- Immune: Nichole
- Ultime 3: Cassandra, Ilisa, Jamie (gruppo 2)
- Eliminata: Cassandra

### Settimana 5: Sensualità
- Argomento: Cover di pezzi rock
- Immune: Chrystina
- Ultime 4: Ilisa, Jamie, Jenna, Natalie
- Eliminate: Ilisa, Jamie

### Settimana 6: Espressività vocale
- Argomento: Cover di pezzi lenti
- Immune: Tiffanie
- Ultime 2: Chrystina, Jenna
- Eliminata: Jenna

### Settimana 8:Star quality
- Argomento: cover di pezzi soul classici
- Immune: Charlye
- Ultime 2: Carrie, Natalie
- Eliminata: Carrie

### Settimana 9:Public image
- Argomento: cover di pezzi delle Pussycat Dolls
- Immune: Natalie
- Ultime 2: Charlye, Chrystina
- Eliminata: Nessuna

### Settimana 10: Finale, essere se stesse
- Argomento: cover di ogni genere
- Ultime 3: Charlye, Chrystina, Natalie
- Eliminata: Charlye
- Vincitrici: Chrystina, Natalie, Nichole, Tiffanie

## Causa eliminazione
- Charlotte: essere una pessima ballerina
- Keisha: impegnarsi poco nel canto
- Kristin: avere uno stile di cantare non piacevole
- Megan: essere poco funky nel ballo e nella voce
- Alexis: avere poca personalità nell'interpretare
- Cassandra: non essere una buona cantante
- Ilisa: non essere femminile e sexy
- Jaime: avere poco tempo a disposizione per il miglioramento (in compimento) nel canto
- Jenna: avere poca energia
- Carrie: essere più adatta ad una carriera solista
- Charlye: dare poco peso all'esperienza Girlicious